# صموئيل وود
صموئيل وود هو سياسي كندي، ولد في 27 ديسمبر 1830 في لوياليست في كندا، وتوفي في 11 أبريل 1913. نشط حزبياً في الحزب الليبرالي في أونتاريو ‏. وقد انتخب عضو برلمان مقاطعة أونتاريو.